# Svarttjärnen (Anundsjö socken, Ångermanland, 704432-162472)
Svarttjärnen är en sjö i Örnsköldsviks kommun i Ångermanland och ingår i Moälvens huvudavrinningsområde.